# Kloniranje
Kloniranje je proces ustvarjanja identične kopije originalnega organizma ali reči. V biološkem smislu tako predstavlja molekulo, eno celico (npr. bakterija, limfocit, itd.) ali mnogocelični organizem, ki je neposredno kopiran v genetsko identični živi organizem. Včasih se izraz nanaša tudi na »naravne« klone, ki nastanejo z naključnim nespolnim razmnoževanjem (kot identični dvojčki), v splošnem pa velja, da so identične kopije ustvarjene namenoma.
Izraz klon izhaja iz grške besede κλων (veja, »razvejati«). 

## Prve klonirane živalske vrste
Sodobne uspešne tehnike kloniranja živali, razvrščene kronološko:
- Paglavec: (1952)
- Krap: (1963) na Kitajskem je embriolog Tong Dizhou kloniral ribo. Svoje zaključke je opisal v znanstveni reviji, ki ni bila nikdar prevedena.
- Miš: (1986) je bila prvi uspešno klonirani sesalec. Sovjetski znanstveniki Čajlakjan, Veprencev, Sviridova in Nikitin so klonirali miš z imenom »Maša«. Raziskava je bila objavljena v reviji Biofizika, zbirka ХХХII, št. 5 (leto 1987).
- Ovca: (1997) Dolly
- Opica Rhesus: »Tetra« (ženskega spola, januar 2000) z razdelitvijo zarodka
- Krava: Alfa in Beta (moški spol, 2001) in (2005) Brazilija
- Mačka: CopyCat »CC« (ženski spol, konec leta 2001), Little Nicky, 2004, je bila prva mačka, klonirana v komercialne namene
- Mula: Idaho Gem, rojena 4. maja 2003 je bila prva predstavnica iz družine konjev
- Konj: Prometea, haflinški konj ženskega spola, rojena 28. maja 2003; prvi konjski klon